# Drosicha afganica
Drosicha afganica är en insektsart som beskrevs av Jashenko 1994. Drosicha afganica ingår i släktet Drosicha och familjen pärlsköldlöss.
Artens utbredningsområde är Afghanistan. Inga underarter finns listade i Catalogue of Life.